# BBC Как искусство сотворило мир
«Как иску́сство сотвори́ло мир» — документальный сериал BBC One 2005 года, состоящий из пяти эпизодов, в каждом из которых рассматривается влияние искусства на современную ситуацию в нашем обществе.
«Основная предпосылка сериала в том, — согласно Найджелу Спайви, — что из всех определяющих характеристик человечества как вида, ни одна не является более основополагающей, чем склонность к искусству. Человекообразные обезьяны покроют холст краской, если им дать кисти, и показано, что они инстинктивно создают искусство не лучше, чем попугаи имитируют речь. Мы, люди, единственные развиваем способность к образному мышлению».

## Эпизоды
Изображения преобладают в нашей жизни. Они говорят нам, как себя вести, даже как чувствовать. Они формируют и определяют нас. Но почему эти образы, картинки, символы и искусство, которое мы видим вокруг нас каждый день, так сильно на нас влияют? Ответ кроется не здесь, в наше время, а тысячи лет назад. Потому что, когда наши древние предки впервые создали образы, которые имели смысл их мира, они создали визуальное наследие, которое помогло сформировать наше собственное
В этом сериале мы будем путешествовать по всему миру, открывая самые потрясающие сокровища мира. Посмотрим, как труд ранних художников привёл к победам великих мировых цивилизаций. Наше путешествие проведёт нас через сто тысяч лет истории. Мы будем свидетелями некоторых необычных церемоний древнейших художественных культур мира. И мы расскажем, как они раскрывают самые глубокие секреты древнего искусства. Мы послушаем людей, которые сделали эти открытия. И мы будем использовать науку, чтобы обнаружить, как тысячи лет назад человеческий разум побуждал нас создавать удивительные образы. Вы никогда больше не будете смотреть на наш мир так же, потому что это эпическая история о том, как мы, люди, создавали искусство и как искусство сделало нас людьми
—Вступительная речь Найджела Спайви

### Эпизод первый: Человечнее человечества
Первый эпизод объясняет, почему люди окружают себя изображениями тела, которые являются настолько нереальными.
На самом деле люди редко создают реалистичные изображения тела. В чём причина? Почему в нашем мире так много нереальных образов тела?
—Вступительная речь Найджела Спайви
Спайви начинает своё расследование с поездки в Виллендорф, где в 1908 году три австрийских археолога обнаружили Венеру Виллендорфскую, статуэтку женской фигуры высотой 11 см (4,3 дюйма), предположительно выполненную в период между 24 000 и 22 000 годами до н. э. Спайви отправляется в Музей естествознания в Вене, чтобы изучить чрезмерно преувеличенные размеры груди и живота Венеры, а также отсутствие у неё рук и лица, что свидетельствует о том, что желание преувеличивать восходит к самым первым изображениям человеческого тела, созданным нашими предками. Спайви размышляет, что люди, которые создали эту статую, жили в суровых условиях ледникового периода, где особенности ожирения и плодовитости были бы весьма желательны, и несколько похожих статуэток, в совокупности именуемых статуэтками Венеры, показывают, что этот преувеличенный образ тела существовал в течение тысячелетий.
Нейробиолог Вилейанур Рамачандран полагает, что причина этого кроется в неврологическом принципе, известном как сверхнормальный стимул, который демонстрирует Спайви, повторяя эксперимент Николаса Тинбергена с птенцами серебристой чайки. Когда птенцам показывают жёлтую палочку с одной красной линией, сделанной, чтобы изобразить клюв их матери, они нажимают на неё, поскольку они запрограммированы требовать пищу. Однако, когда им преподносят палку с тремя красными линиями, они с энтузиазмом касаются её даже по сравнению с настоящим клювом. Рамачандран заключает: «Я думаю, аналогия в том, что происходит в мозгах наших предков, художников, которые создавали эти фигурки Венеры в сильно преувеличенных версиях, эквивалентно для их мозга тому, что придерживалось трёх красных полос для мозга цыпленка.»
Затем Спайви отправляется в Египет, чтобы выяснить, сохранились ли в эпоху цивилизации грубые преувеличения врождённых инстинктов серебристой чайки у ремесленников. Египетские изображения человеческого тела, которые он обнаруживает у Гробницы Фараона Рамсеса VI и Карнакского Храмового комплекса, были регулярными и повторяющимися, в них ничего не было преувеличено. Нанесённая на стену у незаконченной гробницы визиря Аменхотепа III Ра-мосе сетка диктовала точные пропорции и состав этих изображений на протяжении трёх тысяч лет. Спайви заключает, что египтяне создавали изображения тела таким образом, не из-за того, что их мозг был так запрограммирован, а из-за влияния их культуры.
Спайви наконец отправляется в Италию, где Стефано Мариоттини рассказывает о своем необычном открытии у побережья Риаче, недалеко от Реджо-ди-Калабрия. Как показано в античной копии Геродота в Старой библиотеке колледжа Святого Иоанна, греческие скульпторы изучили методы египтян и первоначально создали действительно реалистичные изображения человеческого тела, например, «Мальчик крития» в Музее Акрополя в Афинах, Греция. Однако, по словам Рамачандрана, проблема с «Мальчиком» в том, что он был слишком реалистичным, что делает его скучным, и стиль был вскоре забыт. По словам Спайви, греки обнаружили, что были вынуждены разнообразить человеческие формы, например, искажение его законными способами, и исследует новаторскую работу скульптора и математика по имени Поликлет, как показано на примере Воинов из Риаче в Национальном музее Великой Греции. Спайви приходит к выводу, что первая цивилизация, способная к реализму, использовала преувеличение, чтобы идти дальше, и именно этот инстинкт всё ещё доминирует в нашем мире сегодня.
Это ответ на нашу загадку. Вот почему тела в нашем современном мире выглядят таким образом. Реальность такова, что мы, люди, не любим реальность. Общий биологический инстинкт предпочтения тщательно преувеличенных образов неумолимо связывает нас с нашими древними предками, и все же от того, что мы решили преувеличить, наука значительно отстаёт. И тогда приходит магия
—Заключительная речь Найджела Спайви
| - Съёмка: Крис Хартли - Подводная съёмка: Роб Франклин - Редактор-монтажёр: Питер Норри - Продюсер и режиссёр: Ник Мёрфи | - Консультант по сценарию: Фрэнк Эш - Консультант-археолог: Дэвид Барроуклаф |

### Эпизод второй: День, когда родились картины
Второй эпизод отвечает на вопрос, как были созданы самые первые из когда-либо сделанных картин, и объясняет, как изображения смогли вызвать величайшие изменения в истории человечества.
Я мог нарисовать почти всё в мире, и вы, вероятно, догадались бы, что это было, но, вероятнее всего, был какой-то момент в истории человечества, когда мы впервые получили эту способность, начали создавать картины и понимать, что они означают. Так что же тогда произошло? Как мы впервые получили эту способность создавать изображения? Чтобы найти ответ, нам нужно вернуться в прошлое
—Вступительная речь Найджела Спайви
Спайви начинает своё исследование с поездки в пещеру Альтамира недалеко от города Сантильяна-дель-Мар в Кантабрии, Испания, где в 1879 году молодая девушка воскликнула: «Папа! Смотри, волы!» своему отцу, местному археологу-любителю Марселино Сансу де Саутуоле, что означало, что Мария только что стала первым современным человеком, увидевшим первую галерею доисторических картин, когда-либо обнаруженных. Находка показала, что около 35 000 лет назад мы начали создавать картины и понимать их значение. Французский священник Анри Брёйль полагал, что доисторические художники рисовали животных, чтобы увеличить свои шансы на успешную охоту, но животные, нарисованные здесь и в других местах, таких как пещера Пеш-Мерль во Франции, также посещённых Спайви, не соответствовали найденным костям и абстрактные образцы показали, что художники не просто копировали из реальной жизни.
Затем Спайви отправляется в Драконовы горы в ЮАР, где антрополог Дэвид Льюис-Уильямс обнаружил, что в наскальной живописи, выполненной 200 лет назад бушменами, изображающей сцены охоты, обнаружены многие из тех же необычных особенностей. Интервью немецкого лингвиста Вильгельма Блика с бушменом в XIX веке показывают важность транса в их культуре, наблюдение, подтвержденное Спайви после просмотра шаманского ритуала, проводимого их современными потомками в деревне недалеко от Цумкве, Намибия, вдали от гор. Льюис-Уильямс полагает, что картины были не просто изображениями повседневной жизни, они отражали духовные переживания в состоянии транса.
| - Съёмка: Дэвид Бэйли, Крис Хартли - Редактор-монтажёр: Пол Карлин - Режиссёр: Робин Дэшвуд, Марк Хеджко | - Консультант по сценарию: Фрэнк Эш - Консультант-археолог: Дэвид Барроуклаф |

## Медиа информация

### Выход DVD
Релиз DVD для региона 2 от BBC DVD вышел 30 мая 2005 г.

### Сопроводительная книга
Сопроводительная книга 2005 года к сериалу была написана ведущим Найджелом Спайви.

#### Избранные издания
- Спайви, Найджел. Как искусство сотворило мир: Путешествие к истокам искусства. — BBC Books (твёрдый переплёт), 2005. — ISBN 978-0563522058.
- Спайви, Найджел. Как искусство сотворило мир: Путешествие к истокам искусства. — Basic Books (твёрдый переплёт), 2005. — ISBN 978-0465081813.
- Спайви, Найджел. Как искусство сотворило мир: Путешествие к истокам искусства. — Basic Books (мягкий переплёт), 2006. — ISBN 978-0465081820.